# Дарданелльская митрополия
Дарданелльская митрополия (также Дарданелльская и Лапсакская митрополия греч. Ιερά Μητρόπολη Δαρδανελίων και Λαμψάκου) — историческая епархия Константинопольской православной церкви с центром в городе Дарданеллия. В настоящее время титулярная кафедра для викарных епископов Константинопольского патриархата.
Епархия была основана в IV веке и названа по одноимённому городу Дарданеллия, располагавшемуся в проливе Дарданеллы.
В VII веке епархии Дарданелл и Лампсак были подчинены Кизической митрополии. Позднее обе епископии были упразднены, а приходы подчинены напрямую Кизическим митрополитам.
5 мая 1913 года была основана Дарданелльская и Лампсакская митрополия, которая граничила с Кизической митрополией и Пергамской митрополией.
В 1924 году, в связи с обменом греческим и турецким населением между Турцией и Грецией, православное население покинуло эту территорию, кафедра прекратила своё существование и перешла в разряд титулярных.
В 2007 году к титулу Дарданелльского митрополита добавлен титул ипертима и экзарха всего Геллеспонта (греч. Ο Δαρδανελίων και Λαμψάκου, υπέρτιμος και έξαρχος παντός Ελλησπόντου).

## Епископы
- Ириней (Папамихаил) (10 марта 1913 — 10 февраля 1922)
- Кирилл (Афендулидис) (22 февраля 1922 — 16 октября 1924)
- Ириней (Папамихаил)	(16 октября 1924 — 10 апреля 1926)
- Антоний (Георгианнакис) (24 ноября 1997 — 20 декабря 2002)
- Никита (Лулиас) (29 августа 2007 — 12 июня 2019)